# Grimmia novae-zeelandiae
Grimmia novae-zeelandiae là một loài Rêu trong họ Grimmiaceae. Loài này được R. Br. bis mô tả khoa học đầu tiên năm 1895.